# SZD-8 Jaskółka
SZD-8 Jaskółka – polski, jednomiejscowy szybowiec wyczynowy konstrukcji drewnianej. Zaprojektowany został w Szybowcowym Zakładzie Doświadczalnym w Bielsku-Białej.

## Historia

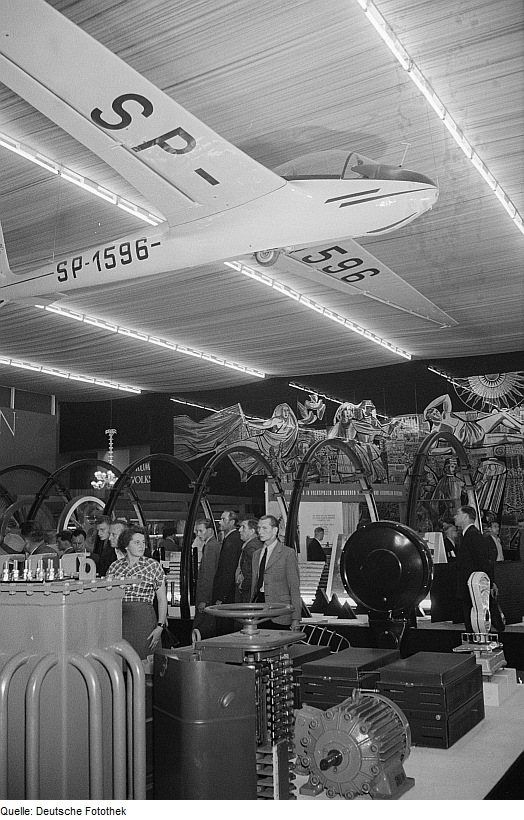
SZD-8 Jaskółka na Targach Lipskich w 1954 r.

Prace dotyczące konstrukcji Jaskółki rozpoczęto na początku 1950 r., po konferencji z udziałem wielu pilotów polskich i inżynierów w Szybowcowym Zakładzie Doświadczalnym. Przyjęto ustalenia, wg których powinien powstać szybowiec wyczynowy przeznaczony do latania na termice, na żaglu, na fali, a także do lotów chmurowych i burzowych. Ponadto miał wykonywać pełną akrobację i być przystosowany do wszystkich rodzajów startów – na holu za samolotem, wyciągarką, z lin gumowych oraz grawitacyjnego.
Projekt szybowca został opracowany przez Tadeusza Kostię, a konstrukcja przez Justyna Sandauera i Adama Skarbińskiego. Pierwszy prototyp o znakach SP-1222 został zbudowany w Bielsku-Białej i oblatany 21 września 1951 r. przez pilota doświadczalnego Adama Zientka. Podczas prób okazało się, że prototyp posiadał wiele wad dotyczących sterowności, szczególnie istotnym problemem było wchodzenie w płaski korkociąg. Po ich wyeliminowaniu i dalszych badaniach okazało się, że dopracowana wersja SZD-8bis Jaskółka (oblatana 24 grudnia 1952 r. również przez Adama Zientka) posiada bardzo dobre właściwości lotne.
Egzemplarz serii przedprodukcyjnej Jaskółki dopuszczono do udziału w I Szybowcowych Mistrzostwach Polski w Lesznie rozegranych od 14 do 28 czerwca 1953 roku. Piloci-oblatywacze SZD stwierdzili, że Jaskółka nie ustępowała Musze w krążeniu, natomiast była od niej lepsza w przelotach pomiędzy kominami termicznymi.
Pierwsza seria 30 egzemplarzy wyprodukowanych Jaskółek okazała się liczbą niewystarczającą wskutek zamówień z zagranicy.
W trakcie dalszej produkcji opracowano następujące wersje szybowca:
- SZD-8 bis E – miała wzmocnione napędy sterów, podwozie, nową płozę tylną i poprawiony obrys usterzenia poziomego,
- SZD-8 bis W – miała w skrzydłach zbiorniki balastowe o pojemności 95 dm³, z możliwością opróżnienia w powietrzu,
- SZD-8 bis Z (zawodnicza) – wersja powstała z przebudowy wersji SZD-8 bis W, która miała problem ze szczelnością instalacji wodnej. Dodatkowo wzmocniono podwozie, zmieniono napędy sterów na sztywniejsze, oraz poprawiono kształt przedniej części kadłuba poprzez poprawę linii przejścia kadłub-limuzyna,
- SZD-8 bis III – wersja opracowana przez Stanisława Wielgusa. Szybowiec oparty na dokumentacji SZD-8 bis E oraz SZD-8 bis Z z następującymi zmianami konstrukcyjnymi: wzmocnienie podwozia, zabudowa metalowej płozy ogonowej oraz zastosowanie we wszystkich napędach łożysk produkcji krajowej,
- SZD-8 bis O – wersja oparta na dokumentacji SZD-8 bis E. Zastosowano w niej obrys kadłuba jak w SZD-8 bis Z, poprawiono kształt tablicy przyrządów i zabudowano nowy model aparatury tlenowej typu KP-14. Nie posiadała zbiorników wodnych,
- SZD-8 ter Z – opracowana przez zespół pod kierunkiem mgr. inż. Z. Brachackiego na podstawie dokumentacji SZD-8 bis Z. Zmieniono w niej hamulce aerodynamiczne z drewnianych na metalowe, przekonstruowano tablicę przyrządów, poprawiono napęd zbiorników wody i zaostrzono grubą dotychczas krawędź spływu przejścia skrzydło-kadłub, zamieniono drewniane przejścia powierzchni nierozwijalnych na wykonane z laminatu,
- SZD-8 ter ZO – wersja SZD-8 ter Z bez zbiorników wodnych i zapadki w kółku,
- SZD-8 Jaskółka K – projekt wersji ze skrzydłem bez klap, niezrealizowany.

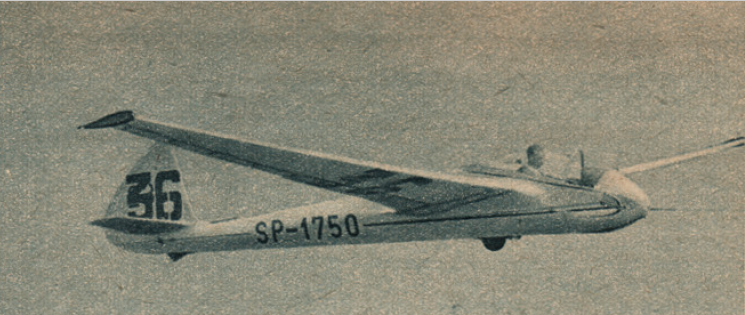
SZD-8 Jaskółka ter Z

W 1956 r. polscy piloci na Jaskółkach Z wystartowali w Mistrzostwach świata w szybownictwie w Saint-Yan. Marian Gorzelak zajął trzecie miejsce w klasyfikacji końcowej, a Tadeusz Góra był dwudziesty czwarty. Medal Gorzelaka był pierwszym medalem szybowcowych mistrzostw świata zdobytym dla Polski.
Łącznie wyprodukowano 135 Jaskółek. Produkcję zakończono pod koniec lat 50.
Na bazie SZD-8 zostały skonstruowane szybowce o zbliżonej konstrukcji:
- w 1954 r. powstała wersja z usterzeniem motylkowym oznaczona jako SZD-14 Jaskółka M. W czasie badań w locie doszło do ukręcenia się tylnej części kadłuba, który trzymał się na jednej listwie kilowej (pilot doświadczalny Adam Dziurzyński). Pilotowi udało się wylądować. Produkcji seryjnej nie podjęto,
- w 1954 r. kadłub SZD-8bis wykorzystano do budowy szybowca wysokowczynowego SZD-11 Albatros, zbudowano 1 egzemplarz,
- w 1956 r. skonstruowano szybowiec SZD-17 Jaskółka L, którego zbudowano 4 egzemplarze. Były wykorzystywane przez pilotów kadry do lotów wyczynowych oraz startu w zawodach krajowych.

Jeden egzemplarz szybowca SZD-8bis Jaskółka o znakach rejestracyjnych SP-1335 znajduje się w zbiorach Muzeum Lotnictwa Polskiego w Krakowie.

## Konstrukcja
Jednomiejscowy szybowiec wyczynowy konstrukcji drewnianej.
Limuzyna kabiny odsuwana do tyłu, dzięki czemu pilot miał dobrą widoczność na wszystkie strony. Pedały i fotel pilota nastawny w locie. Kadłub półskorupowy o przekroju eliptycznym pokryty sklejką. Z przodu i dołu kadłuba zamocowano zaczepy przedni i dolny do startu na holu. Podwozie jednotorowe złożone z płozy przedniej, osłoniętego kółka oraz płozy ogonowej. Hamulec kółka głównego sprzężony z hamulcami aerodynamicznymi.
Skrzydło dwudzielne, jednodźwigarowe również pokryte sklejką, wyposażone w hamulce aerodynamiczne, lotki i klapy. W płatach umieszczone podręczne bagażniki, dostępne z wnętrza kabiny.
Usterzenie klasyczne, z możliwością składania. Statecznik kryty sklejką, ster płótnem. Statecznik pionowy stanowi nierozłączną część z kadłubem, kryty sklejką. Ster konstrukcji drewnianej, kryty płótnem, zamocowany do dźwigarka statecznika. Usterzenie poziome składane do góry na czas transportu.
Jaskółka wyposażona została w światła pozycyjne, jak i została przystosowana do zabudowy aparatury tlenowej ze względu na możliwość wykonywania lotów w chmurach.

## Rekordy
Na Jaskółce zdobyto w sumie 17 rekordów świata, m.in.:
- rekord prędkości lotu 97,4 km/h, 100 km po trójkącie,
- rekord lotu docelowo-powrotnego na dystansie 533 km,
- w 1959 rekord NRD w locie na 100 km po trójkącie zdobyty przez Wernera Runge[7].